# Ludwig von Strümpell
Pour les articles homonymes, voir Strümpell.
Ludwig von Strümpell, né le 28 juin 1812 à Schöppenstedt (Royaume de Westphalie) et mort le 18 mai 1899 à Leipzig, est un philosophe et pédagogue allemand.

## Biographie
Il étudie la philosophie à l'université de Königsberg, où il a pour maître Johann Friedrich Herbart, puis à l'université de Leipzig. En 1845, il est nommé professeur de philosophie à l'université de Dorpat et en 1872 accède à la même place à l'université de Leipzig.
Il est connu comme l'un des principaux représentants de la philosophie de Herbart.

## Œuvres
- Erläuterungen zu Herbarts Philosophie (Remarques sur la philosophie de Herbart), 1834
- Die Hauptpunkte der Herbartschen Metaphysik kritisch beleuchtet (Éclairage critique des points forts de la métaphysique herbartienne), 1840
- Gedanken über Religion und religiöse Probleme (Pensées sur la religion et les problèmes religieux), 1888
- Abhandlungen zur Geschichte der Metaphysik, Psychologie und Religionsphilosophie (Traité d'histoire de la métaphysique, de la psychologie et de la philosophie des religions), 1896
- Vermischte Abhandlungen aus der theoretischen und praktischen Philosophie (Divers traités sur la philosophie théorique et pratique), 1897